# Kreuzgasse 8 (Neuses am Berg)

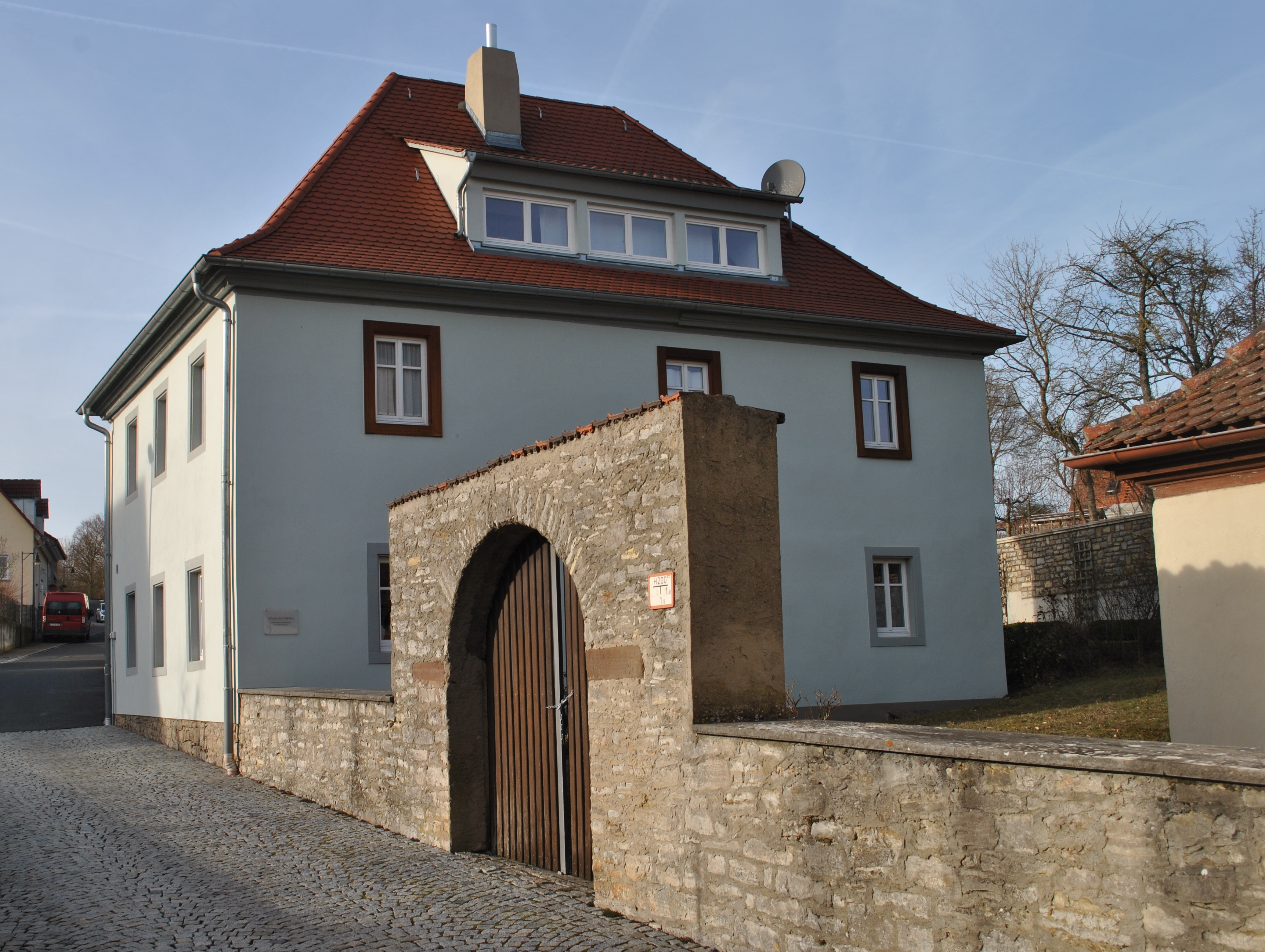
Das ehemalige Schulhaus in der Neuseser Kreuzgasse

Das Haus Kreuzgasse 8 (früher Hausnummer 87) ist das ehemalige katholische Schulhaus und ein denkmalgeschütztes Gebäude im Dettelbacher Ortsteil Neuses am Berg in Unterfranken.

## Geschichte
Die Geschichte des Schulhauses ist eng mit der konfessionellen Spaltung des Dorfes seit dem 16. Jahrhundert verbunden. Das katholische Schulhaus entstand im Jahr 1784 und löste einen Konflikt mit der evangelischen (Schul-)Gemeinde, die ihr Haus lediglich für ihren Unterricht nutzen wollte. Ähnlich wie die beiden Kirchen St. Nikolaus und St. Nicolai erhielt Neuses im 18. Jahrhundert damit alle öffentlichen Gebäude in doppelter Ausfertigung. Auch die Betriebe im Ort waren in die beiden konfessionellen Lager gespalten.
Der Schulbetrieb wurde im neuen Schulhaus im Jahr 1786 aufgenommen, bereits in den 1860er mussten Reparaturen an den Baulichkeiten vorgenommen werden. Unter anderem zog man eine neue Mauer ein. Im Schulhaus war zugleich auch die Lehrerwohnung untergebracht, die vor allem über die Kirchengemeinde unterhalten wurde und auch von den Schülereltern zusätzliche Bezahlung in Form von Naturalien erhielt. Im Jahr 1872 trat der spätere Schriftsteller und Heimatkundler Alois Josef Ruckert die 1. Lehrerstelle in Neuses an. Ihm zu Ehren wurde später am Gebäude eine Gedenktafel aufgehängt.
Nachdem das Dorf am Ende des 19. Jahrhunderts einen großen Zuzug insbesondere katholischer Kinder erfahren hatte, entstand 1912 ein neues Schulhaus außerhalb des Altortes. Im alten Gebäude wurden Wohnungen eingerichtet. Nach dem Zweiten Weltkrieg lebten mehrere kinderreiche Familien im Haus, das inzwischen in Privatbesitz übergegangen war. Im Jahr 2012 wurde das Anwesen durch eine Düsseldorfer Familie renoviert. In die Räumlichkeiten im Erdgeschoss zog ein Dienstleistungsunternehmen ein.

## Beschreibung
Das ehemalige Schulhaus präsentiert sich als zweigeschossiger Walmdachbau aus der zweiten Hälfte des 18. Jahrhunderts. Während das Erdgeschoss in Massivbauweise errichtet wurde, weist das Obergeschoss verputztes Fachwerk auf. Es befindet sich direkt hinter dem Chor der katholischen Nikolauskirche und korrespondiert mit dieser. Im Zuge der Renovierungen im frühen 21. Jahrhundert erhielt das Haus Dachgauben. Außen am Haus wurde ein metallener Wappenschild angebracht, der als Gedenktafel an den Volksschullehrer erinnert.